# Đoàn Quốc Cường
Đoàn Quốc Cường (sinh năm 1956) là Chủ tịch Hội đồng nhân dân tỉnh Đồng Tháp, Phó Bí thư thường trực Tỉnh ủy tỉnh Đồng Tháp nhiệm kỳ 2011-2016 sau cuộc họp bất thường của Ban Chấp hành Đảng bộ tỉnh Đồng Tháp ngày 28 tháng 4 năm 2014 để bầu chức danh Bí thư Tỉnh ủy tỉnh Đồng Tháp và chức danh Chủ tịch Hội đồng nhân dân tỉnh Đồng Tháp thay cho ông Lê Vĩnh Tân được điều động về Trung ương.
Trước đó ông giữ chức Phó Bí thư tỉnh ủy tỉnh Đồng Tháp.